# Pompmolen (Beervelde)
De Pompmolen is een tredmolen in het Park van Beervelde in de tot de Oost-Vlaamse gemeente Lochristi behorende plaats Beervelde, gelegen aan Beervelde-Dorp 71.
Deze verticale tredmolen, met een diameter van 3,5 meter, diende voor de bevloeiing van het park en werd aangedreven door honden. Het metalen rad dreef daartoe een zuigerpomp aan. Het rad werd in 1873 of kort daarna geïnstalleerd. Het raakte echter in onbruik.